# Dullay
El dullay és un continu dialectal (hi ha controvèrsia sobre si es tracta de dialectes d'un idioma o d'un grup de llengües emparentades) parlat a Etiòpia per unes 30000 persones que també rep el nom de werize. Pertany a les llengües cuixítiques, concretament a la seva branca oriental. Es tracta d'un idioma bàsicament oral, que s'escriu amb l'alfabet àrab quan es vol transcriure. Com altres idiomes de la seva família, presenta un ordre SOV a la frase, amb el verb al final de l'oració i amb una conjugació complexa en accidents.